# Біломорсько-Балтійський канал

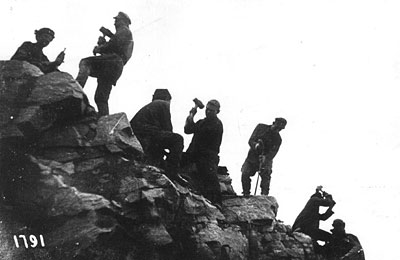
В'язні на будівництві Біломорканалу

Біломо́рсько-Балті́йський кана́л — штучна водна артерія, побудована на півночі СРСР (нині Російської Федерації), що з'єднує Біле море та Онезьке озеро з можливістю подальшого виходу в Балтійське море у районі Санкт-Петербурга. Збудований між 1931 та 1933 рр. у рекордно короткий термін, за 1 рік і 9 місяців, руками в'язнів ГУЛАГу. За різними даними, під час будівництва померло до 200 тисяч робітників. Офіційно відкритий 2 серпня 1933 року. Первісна назва — «Біломорсько-Балтійський канал імені Сталіна». Відоміший за скороченням — «Біломорканал». Вважався гордістю першої радянської п'ятирічки (1929–1932).

## Історія планування
Шлях, яким пролягає канал, був відомий здавна — ним користувалися вже у XVI–XVII ст., перш за все тому, що тут пролягала дорога, якою прочани діставалися до святинь Соловецького монастиря. Загалом ідея штучного поєднання Білого моря і російської Балтики хвилювала російських державних діячів протягом не одного століття. Вперше ідея будівництва судноплавного каналу виникла під час Північної війни і належала російському цареві Петру І, але детально за розробку проєкту каналу взялися лише у XIX ст. Тоді, на замовлення уряду, було розроблено чотири проєкти будівництва, що проіснували у кресленнях до 20-х рр. ХХ ст.: перший — проєкт Деволана 1800 року, другий — проєкт графа Бенкендорфа 1835 року, третій — фліґель-ад'ютанта Лошкарьова 1857 року. 1900 року професор Тіманов за власний проєкт будівництва каналу був нагороджений золотою медаллю Паризької всесвітньої виставки. Однак усі варіанти будівництва були відхилені царським урядом через їхню високу вартість.

## Будівництво
У 1930-х рр. радянська влада, в особі Йосипа Сталіна, повернулася до питання створення Біломорканалу, що було зумовлено потребою організації Північного флоту. Про причини військового характеру свідчить той факт, що проєкт ББК спочатку було засекречено, а перша колона суден, що пройшла каналом, була військовою. 3 червня 1930 року було прийнято рішення про необхідність ще одного «ударного» будівництва — створення Біломорсько-Балтійського водного шляху. 1 липня 1931 року було подано на розгляд перші ескізні проєкти будівництва, а місяцем пізніше розпочалися роботи з проєктування на місцевості.

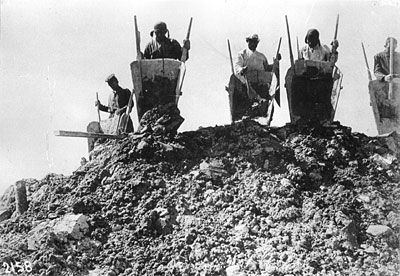
Каналармійці

Попри те, що остаточний проєкт було затверджено лише у лютому 1932 року, будівництво каналу розпочалося наприкінці листопада 1931-го і тривало 1 рік та 9 місяців. Більше 100 складних інженерних споруд були збудовані у рекордно короткий термін. Роботи були проведені при мінімальних витратах: основним будівельним матеріалом були дерево, каміння та пісок, а асортимент засобів будівництва становили лопати, сокири та кайла. Але особливістю будівництва було інше. Для радянської влади лишалося актуальним питання високої ціни будівельних робіт, але партійні чиновники дуже скоро знайшли ефективний та вигідний, хоч і своєрідний, спосіб здешевлення проєкту. На спорудження «будови соціалізму» було кинуто сотні тисяч в'язнів ГУЛАГу — «ворогів народу» — чоловіків, жінок, робітників, селян, техніків, інженерів, значну частину яких становили українці. Також тут працювало багато в'язнів із Соловецького табору. Кожний будівничий каналу позначався буквеною позначкою «з/к», що було скороченням від рос. «заключенный каналоармеец». Саме від цієї позначки пішов загальновживаний розмовний термін «зек». Згодом цих людей виділили в окрему структуру — так званий БелБалтЛаг (від рос. Беломорско-Балтийский Лагерь).

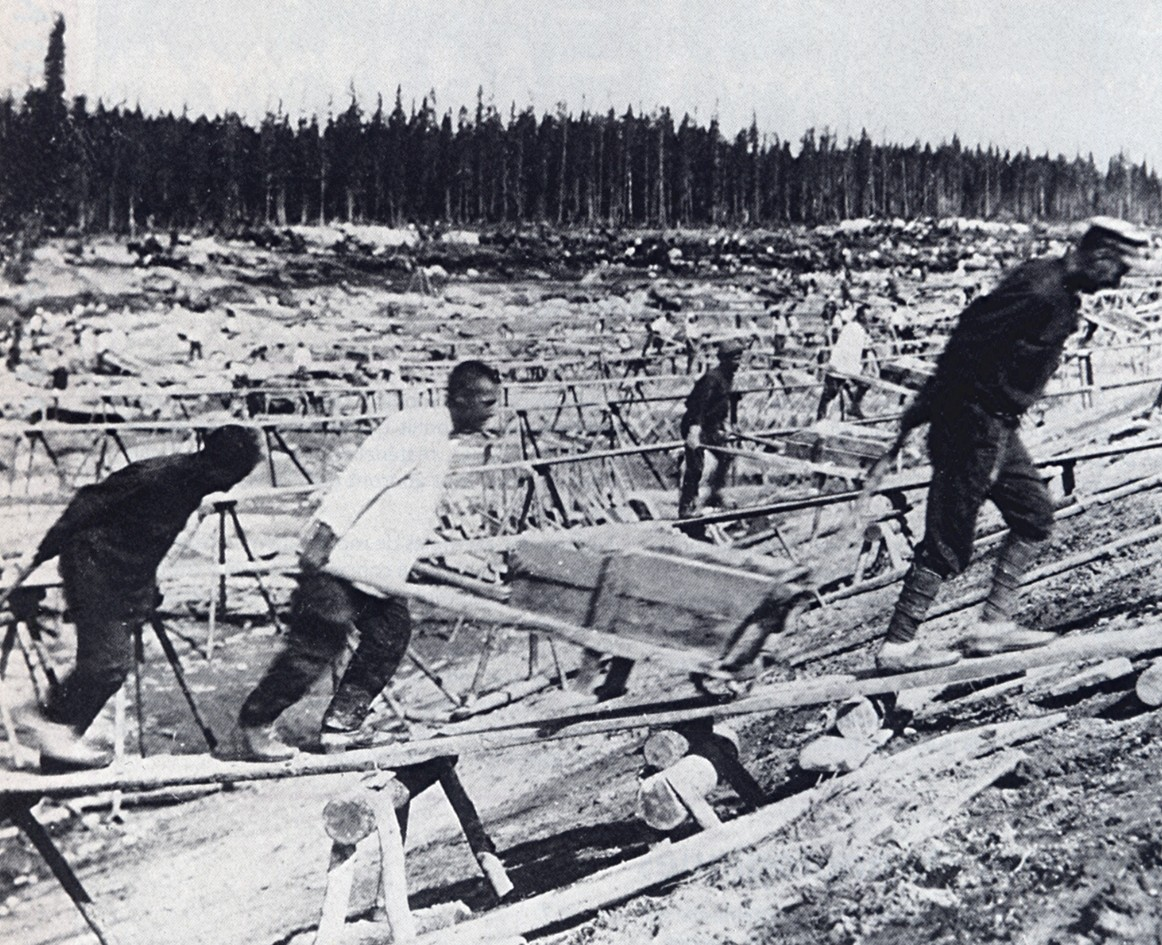

Начальником будівництва Біломорканалу було призначено Нафталія Френкеля — колишнього одесита, в'язня радянських таборів, якому, власне, і належала ідея використовувати дешеву працю репресованих на великих народногосподарських будовах. Загалом за весь час будівництва в'язні, фактично голими руками, виконали земляні роботи обсягом у 21 000 000 кубометрів, у тому числі пробили 37 км шляху через гранітні скелі, а також перенесли Мурманську залізницю, що заважала будівельним роботам. На будівництві ББК постійно працювали до 100 тисяч осіб. Смертність була надзвичайно висока та інколи досягала 700 осіб на добу[джерело?]. Померлих від виснаження і хвороб навіть не відвозили на кладовище. Їхні тіла кидали прямо в бетон при заливці шлюзів та причальних стінок. Проте загальна кількість в'язнів не зменшувалась, оскільки на споруджуваний канал постійно привозили поповнення. В'язнів-будівельників називали «каналармійцями». Основним засобом впливу на будівництві була «котловка» — нерівне харчування: чим менше ув'язнений виробляв, тим менше він отримував їжі.
Деякі подробиці поводження із в'язнями Біломорканалу яскраво описує Олександр Солженіцин у своєму творі «Архіпелаг ГУЛАГ»:
(зі слів ув'язненого Дмитра Вітовського): «З кінцем робочого дня на трасі лишаються трупи. Сніг засипає їхні обличчя. Хтось скрутився під перевернутим візком, сховав руки у рукава і так і замерз. Хтось застиг з головою, схованою поміж колінами. Там замерзли двоє, притулившись одне до одного спинами. Це сільські хлопці, найкращі робітники, яких лише можна уявити… А влітку від неприбраних вчасно трупів — вже кістки, вони разом із щебенем потрапляють у бетонозмішувач. Таким чином потрапили вони і у бетон останнього шлюзу поблизу міста Біломорська і назавжди лишаться там».
За різними даними, на будівництві Біломорсько-Балтійського каналу померло до 200 тис. людей.

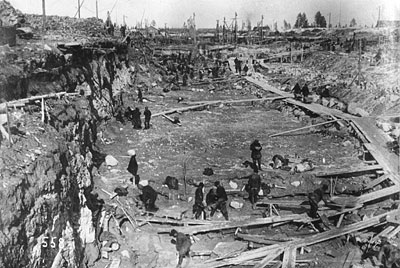
Спорудження ББК

Будівництво завершилося 20 червня 1933 року, а канал відразу став «каналом імені Сталіна», оскільки, власне, вождь і був ініціатором будівництва.
На відкриття каналу чекали самого Сталіна. Спеціально до його приїзду в Мєдвеж'єгорську поруч з управлінням ББК побудували готель з високою вежею. З неї він мав глянути за кілометрів 30 на селище Повенець, де канал і починається з Онезького озера. Натомість Сталін у Мєдвеж'єгорськ не приїхав, лише 18-25 липня здійснив із Климентом Ворошиловим та Сергієм Кіровим подорож каналом на пароплаві «Анохин», після чого розкритикував будівництво та сказав, що канал вузький і мілкий. Природно, керівники будівництва запанікували, однак жодних наслідків після критики вождя не було, натомість за будівництво каналу Нафталій Френкель та більшість чекістського начальства отримали ордени. 5 серпня 1933 року Біломорсько-Балтійський канал імені Сталіна відкрили офіційно з відповідними урочистостями.

## Офіційна пропаганда
Відкриття каналу супроводжувалося потужною інформаційною кампанією. Газети, такі як «Правда» чи «Известия», публікували тематичні статті, пропагандистські карикатури та портрети «перекованих» працівників. Офіційна радянська пропаганда подавала досвід ББК як «перший у світі досвід перековки працею найзакореніліших злочинців-рецидивістів і політичних ворогів». Окремих зеків навіть нагороджували «Орденом ББК». Насправді ніякої «перековки» не було. На каналі були тяжке життя і тяжка смерть, а завдання стояло «виконати роботи або лягти кістками».
На канал спеціально відправили групу зі 120 письменників та митців на чолі з Максимом Горьким (також серед них були такі відомі письменники, як Олексій Толстой, Михайло Зощенко, Віктор Шкловський, Ільф та Петров) для «оспівування» будівництва, «оздоровлювального ефекту праці» та радянської влади. 17 серпня 1933 року вони здійснили «прогулянку» на пароплаві і, не сходячи на берег, провели «бесіди» з ув'язненими у присутності табірного начальства. Наприкінці 1934 року, спеціально до XVII з'їзду комуністичної партії, вийшла друком пам'ятна книга «Біломорсько-Балтійський канал імені Сталіна», присвячена створенню Біломорканалу. У її підготовці взяли участь загалом 36 письменників, серед них, окрім Горького, також Віктор Шкловський, Всеволод Іванов, Віра Інбер, Валентин Катаєв, Михайло Зощенко, Б. М. Лапін і З. Л. Хацревин, Л. Нікулін, К. Л. Зелінський, Бруно Ясенський, Є. Й. Габрилович, О. М. Тихонов, О. М. Толстой, К. Я. Фінн. Оскільки більшість прославлених у ній керівників незабаром оголосили «ворогами народу», то книга була знищена в усіх бібліотеках СРСР.
Ідея цієї поїздки та написання книги належала Горькому. Вперше він висловив її під час особистої бесіди із Сталіним, і, зрозуміло, ідея здобула найвищу згоду та підтримку, а поїздка була швидко організована на «належному» рівні в найкращих комуністичних традиціях: письменники здійснили подорож пароплавом по недобудованому каналу, відвідали спеціально підготовлені до візиту табори, спілкувалися з «назначеними» робітниками, спеціально для них накривалися великі святкові столи, та й взагалі, робилося усе, щоб створити атмосферу загального добробуту. Факти злочинного поводження з людьми старанно приховувались. Якраз у той час, коли в Україні лютував страшний голод, письменницькі столи тріщали від харчових делікатесів. Письменника Олександра Овдієнка все це так вразило, що він згодом пригадував:
Я ошалів від побаченого достатку. На великих блюдах з петрушкою в зубах під прозорою товщиною заливного лежали осетрові рибини і поросята. На вузьких довгих тарілках купались у жирі шматочки теши, сьомги, балику. Велика кількість тарілок була завалена кільцями ковбаси, шинки, сиру. Плавали в бурштиновій олії шпроти. Пломеніла свіжа редиска. У срібних відерцях прохолоджувались горілка, вино, шампанське, нарзан, боржомі.
Ілюстративне забезпечення майбутній книзі надав відомий радянський митець, скульптор та фотограф Олександр Родченко — його фотокартки прикрашають пам'ятну книгу і відображають, головним чином, роботу будівничих Біломорканалу.

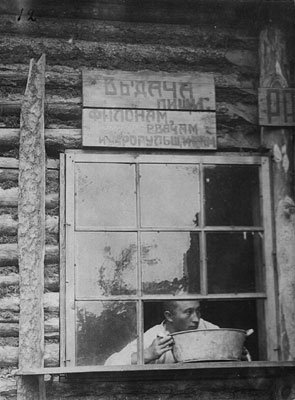
Віконце видачі їжі для в'язнів; кухня № 1, центр табору в 6 секторі ББК

Невідомо точно, чи здогадувалися учасники «екскурсії» про справжнє життя каналармійців. Можливо, певна їх частина дійсно щиро вірила в побачене, але у іншої були свої причини: багато з них перебували під пресом радянської влади і розраховували таким чином полегшити своє існування. Наприклад, у Віктора Шкловського в одному з таборів на ББК працював рідний брат, і він, дописуючи у майбутню книгу, сподівався якимось чином полегшити братову долю. Стаття дійсно допомогла: брата негайно звільнили, але у 1937 році заарештували повторно, після чого той пропав безвісти.
Загалом, ідею книги та атмосферу, що панувала навколо Біломорканалу, дуже влучно передають слова з листа одного з учасників митецької подорожі Нікуліна, що він його написав тодішньому наркому внутрішніх справ Ягоді незадовго по поверненню до Москви:
Генріху Григоровичу Ягоді
«Людськість» та «гуманність» все ж великі слова, і мені здається, не слід від них відмовлятися. Вищою людськістю та гуманністю є зроблене Вами — першим будівничим ББК. Вона полягає у чудовій роботі над виправленням людини. Вона полягає у турботі та створенні найкращих умов життя для трудящого люду. Будь-яка інакша людськість та гуманність є брехнею.

## В'язні та їхня доля
Серед в'язнів таборів Біломорканалу за етнічною ознакою найбільшу чисельність мали фіни та карели — місцеве населення цієї частини Росії. Це пояснюється тим, що сталінський режим мав за мету знищити місцеве населення та заселити Карелію представниками інших етносів, передовсім — росіянами. Загалом, серед в'язнів були представники найрізноманітніших націй, усіх верств суспільства, різного соціального становища.
Працювали на будівництві каналу і українці. Більшою мірою це були заможні селяни — «куркулі» — яких засилали за опір колективізації, але були також і непересічні особистості. Наприклад, три роки на каналі відпрацював відомий київський історик та мистецтвознавець Федір Ернст, якого туди було заслано за його німецьке походження та публічний виступ проти знищення Михайлівського Золотоверхого собору у Києві. Також два роки на Біломорканалі відбув Данило Нарбут — син видатного українського художника Георгія Нарбута. Його заарештували за сфальсифікованими даними про «антирадянську змову». Працювали на каналі і родичі Агатангела Кримського та відомий кубанський бандурист Іван Гавриш.
Також півтора року на Біломорканалі відбув Андрій Ющенко — батько Президента України Віктора Ющенка. Сталося це у середині 1930-х, коли в Україні панував голод, і Ющенко — тоді студент Харківського інституту — через голод та матеріальну скруту змушений був утекти у Баку. Там він влаштувався на роботу механіком-слюсарем при Каспійському пароплавстві, але незабаром був заарештований за «порушення паспортного режиму» і відісланий на будівництво каналу. Звільнили його через півтора року — за рішенням Президії Верховної Ради СРСР, зі зняттям судимості.
Загалом, після офіційного відкриття Біломорсько-Балтійського каналу кожному шостому зеку, з тих, хто вижив і кого «визнали» «таким, що виправився», скоротили термін ув'язнення за спеціально оголошеною амністією, але більшість з будівничих Біломорканалу були заслані на інші об'єкти будівництва (такі, як, наприклад, Волго-Донський канал) для подальшої «перековки». Про їхню долю нічого не відомо, але, згідно з тодішньою практикою комуністів, скоріше за все, вижити могли лише одиниці.

## Подальша історія каналу
У роки ІІ Світової війни канал був сильно пошкоджений: південна його частина була повністю знищена. Також сильно постраждали інфраструктура каналу (зокрема маяки) і військове містечко у Повенці. Сталося це тому, що під час війни на західному березі каналу стояло фінське військо. Воно не збиралося переступати цю межу розселення карельського народу, щоб Фінляндію не звинуватили у загарбницьких намірах (тому Нюрнберзький суд і не зарахував її до країн-агресорів). Але 1944 року радянська сторона підірвала 2-й і 3-й шлюзи. Фіни відступили, вода змила Повенець, а вся відповідальність за це, звісно ж, була покладена на «фашистських загарбників».
Після закінчення війни канал було відновлено, а у липні 1946-го року відновилося судноплавство.
6 грудня 1961 року канал було перейменовано: з його назви вилучили ім'я Сталіна. Також у 1960-х роках була проведена реконструкція.
У 2003 році у Росії відзначили 70-ліття відкриття каналу, а у 2007 році (за планом) мусять бути закінчені роботи по заміні старих дерев'яних конструкцій на нові, залізобетонні.

## Сучасність

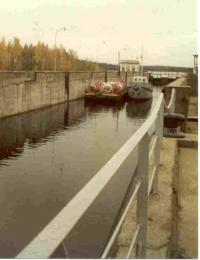
Біломорканал

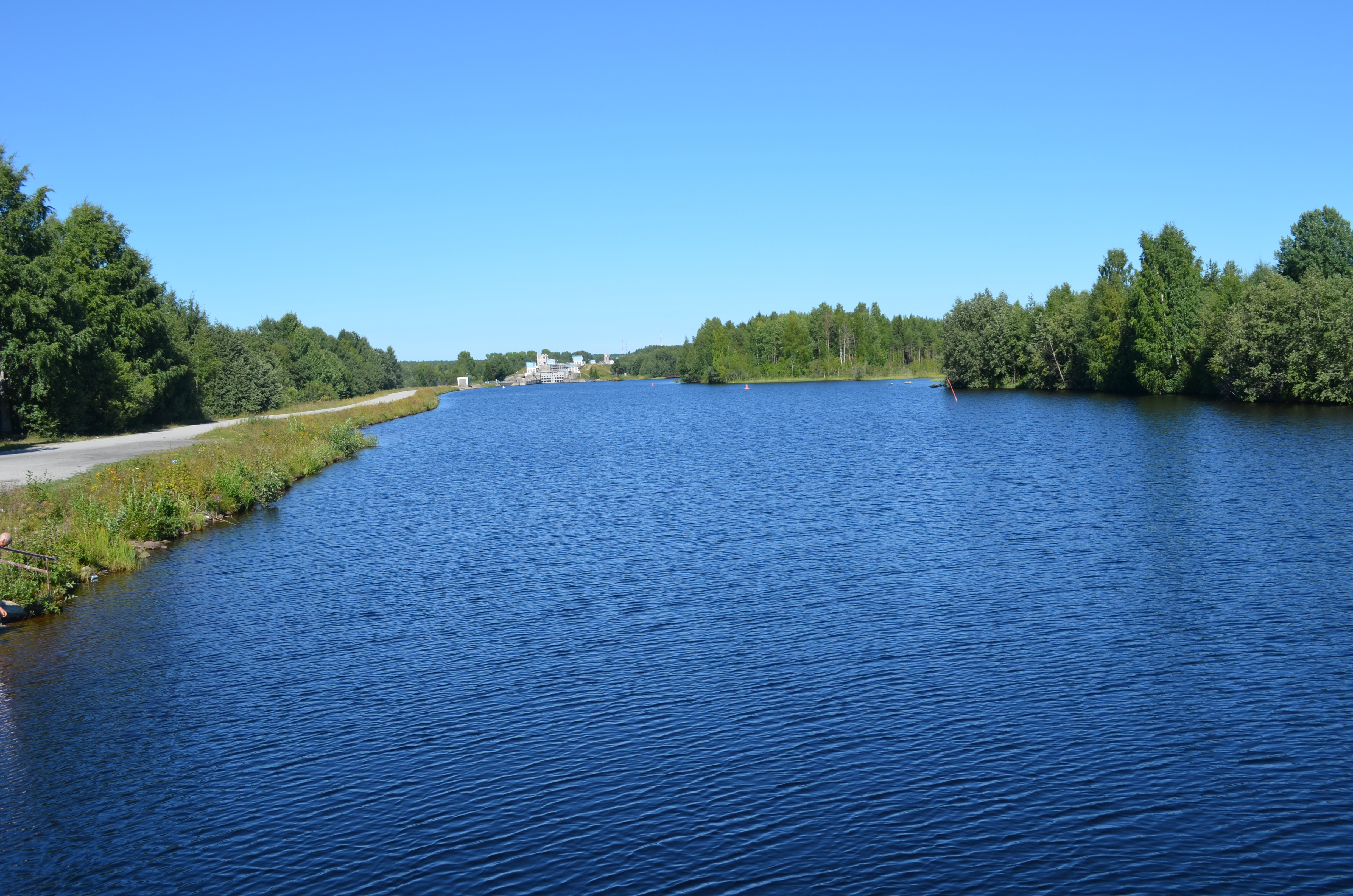
Біломорканал у смт Повенець

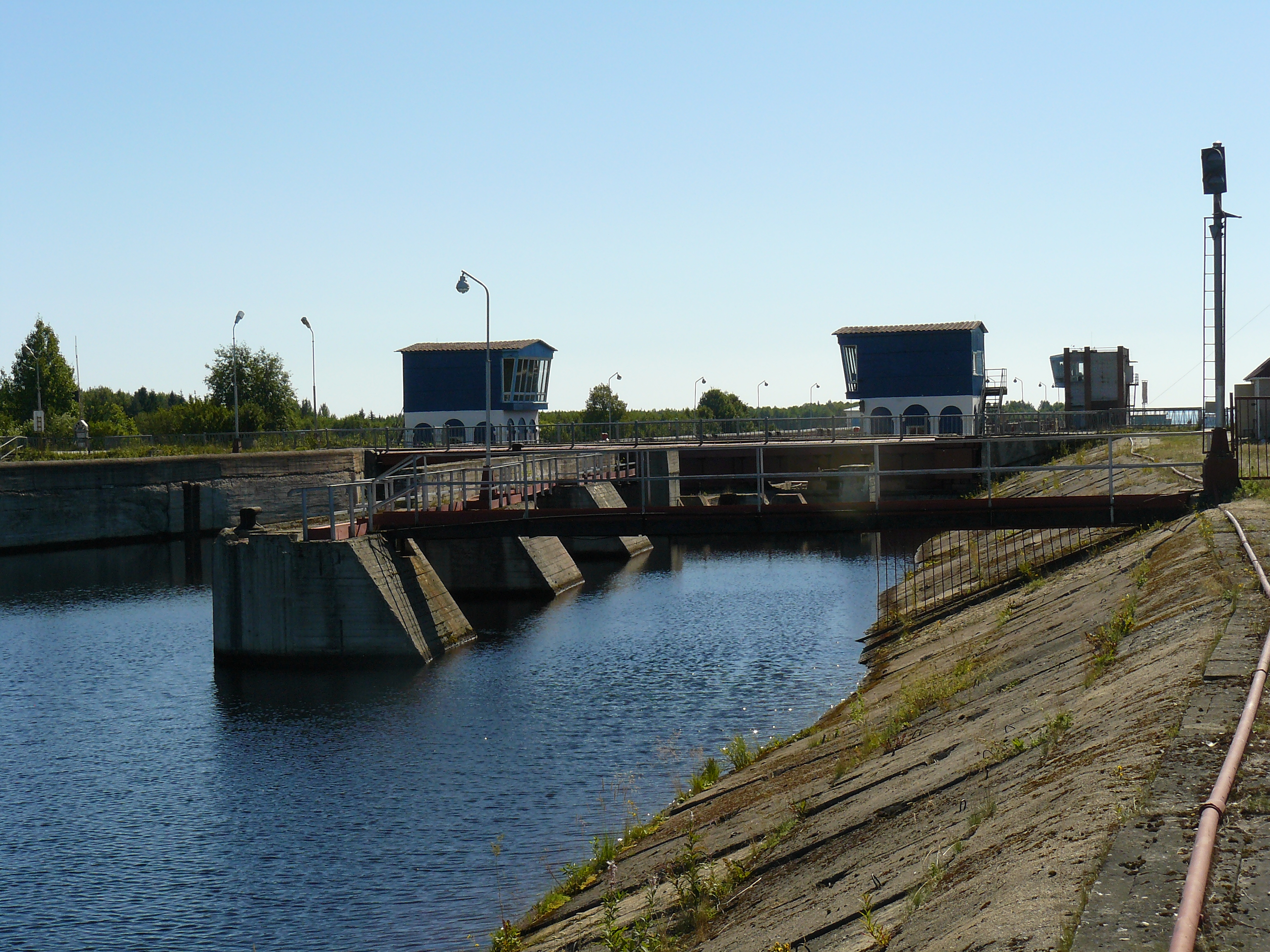
Шлюз Біломорканалу

Загальна довжина каналу — 227 кілометрів, з них 37 км — штучні шляхи. Канал проходить через три райони Карелії, починається від містечка Повенець на Онезькому озері, а закінчується біля міста Біломорськ, де виходить у Біле море. На каналі міститься 19 шлюзів, 15 гребель, 49 дамб та 12 водоспусків. У радянські часи про канал пафосно писали, що він «забезпечує внутрішній водний зв'язок між Балтійським морем та радянською Північчю, скорочує водний шлях між Ленінградом (Санкт-Петербургом) та Архангельськом на 4 тис. км», але насправді середня глибина каналу становить 5 метрів, що значно ускладнює рух водного транспорту: до 1950-х рр. канал для судноплавства практично не використовувався і, в умовах півночі, перебував під кригою сім місяців на рік. На сьогоднішній день канал використовується суднами категорії «ріка-море», які в основному перевозять ліс, руду та мінеральні добрива. Транспортопотік становить не більше 10—40 суден на день.
Незважаючи на усі жахи будівництва, створення ББК дало життя Біломорську, а також іншим містам регіону від Білого моря до Онезького озера. Після початку експлуатації каналу в цьому регіоні Росії розвинулася промисловість, головним чином деревообробна та целюлозно-паперова. Також виросли нові міста й поселення — Мєдвеж'єгорськ, Сегежа, Надвоїці. Містечко Повенець, що у минулому було місцем заслання для кримінальних елементів та політв'язнів, стало великим портом, а Біломорськ — важливим промисловим центром.
На сьогоднішній день на базі каналу діє історико-культурний комплекс «Біломорсько-Балтійський канал» — система гідротехнічних споруд, житлових та адміністративних будівель, пам'ятних місць примусової праці та місця поховання загиблих політичних в'язнів-каналармійців сталінських часів. У Повенці встановлено монумент політв'язням, а у Біломорську — пам'ятний знак. Також створено музей ББК у Мєдвеж'єгорську (міститься у готелі, котрий спеціально збудували у 1933 році для Сталіна) та невеличкий музей жертв політичних репресій у Петрозаводську. Навколо самого Біломорканалу, у лісах, досі розкидані руїни спецпоселень для в'язнів. Про їхню музеєфікацію наразі не йдеться.

## Цигарки «Біломорканал»
Біломорсько-Балтійський канал став широко відомим радянській громадськості завдяки дешевій однойменній марці міцних цигарок (папірос). Назву «Біломорканал» (рос. Беломорканал) їм було надано спеціально з метою увічнити пам'ять про спорудження каналу. Робилися цигарки без фільтру, і, свого часу, набули широкої популярності серед мешканців країн радянського блоку через свою низьку ціну. «Біломорканал» має славу чи не найміцніших цигарок Східної Європи і сьогодні виробляється у Росії, Україні (у Кам'янці-Подільському) та Білорусі (у Гродно).

## Виноски
1. ↑  Російські джерела говорять про 50 тис. загиблих , українські — 100 тис.  [Архівовано 27 вересня 2007 у Wayback Machine.], а західні — про 200 тис. робітників  [Архівовано 24 липня 2018 у Wayback Machine.]
2. ↑  Gulag. Архів оригіналу за 9 травня 2007. Процитовано 27 березня 2007.
3. ↑  Der Weißmeer-Ostsee-Kanal in der sowjetischen Literatur und Propaganda der 30er Jahre (PDF). Архів оригіналу (PDF) за 28 вересня 2007. Процитовано 27 березня 2007. [Архівовано 2007-09-28 у Wayback Machine.]
4. ↑  Беломорско-Балтийский канал имени Сталина. История строительства / Ред. Максим Горький, Л. Л. Авербах, С. Г. Фирин.— М.: Госиздат, 1934. (История фабрик и заводов) [Архівовано 31 травня 2013 у Wayback Machine.]: Оглавление: 1. Правда социализма (М.Горький) 2. Страна и ее враги (Г.Гаузнер, Б.Лапин, Л.Славин) 3. ГПУ, инженеры, проект (С.Буданцев, Н.Дмитриев, М.Козаков, Г.Корабельников, Д.Мирский, В.Перцов, Я.Рыкачев, В.Шкловский) 4. Заключенные (К.Горбунов, Вс. Иванов, Вера Инбер, З.Хацревин, В.Шкловский) 5. Чекисты (С.Алымов, А.Берзинь, Вс. Иванов, В.Катаев, Г.Корабельников, Л.Никулин, Я.Рыкачев, В.Шкловский) 6. Люди меняют профессию (А.Берзинь, Е.Габрилович, Н.Дмитриев, А.Лебеденко, З.Хацревин, В.Шкловский) 7. Каналоармейцы (С.Алымов, А.Берзинь, С.Буданцев, С.Диковский, Н.Дмитриев, М.Козаков, Я.Рыкачев, В.Шкловский) 8. Темпы и качество (Б.Агапов, С.Буданцев, Н.Гарнич, Н.Дмитриев, Вера Инбер, Я.Рыкачев, В.Шкловский, Н.Юргин) 9. Добить классового врага (Б.Агапов, К.Зелинский, Вс. Иванов, Вера Инбер, З.Хацревин, Бруно Ясенский) 10. Штурм Водораздела (С.Алымов, К.Горбунов, Н.Дмитриев, Вс. Иванов, Я.Рыкачев, В.Шкловский) 11. Весна проверяет канал (Б.Агапов, С.Алымов, А.Берзинь, Н.Гарнич, С.Диковский, Н.Дмитриев, Вс. Иванов, Вера Инбер, А.Никулин, В.Шкловский, А.Эрлих) 12. История одной перековки (М.Зощенко) 13. Имени Сталина (С.Булатов, С.Гехт, Вс. Иванов, Я.Рыкачев, А.Толстой, В.Шкловский) 14. Товарищи (А.Авербах, С.Буданцев, Г.Гаузнер, Вера Инбер, Б.Лапин, Л.Славин, К.Финн, Н.Юргин) 15. Первый опыт (М.Горький)
5. ↑  Солженицын А. И. Архипелаг ГУЛАГ. Опыт художественного исследования. Главы из книги. — Новый мир, № 10, октябрь 1989. — С. 108—109.
6. ↑  «Плюс каналізація всієї країни» — стаття Юрія Шаповала у газеті «День».[недоступне посилання з травня 2019]
7. ↑  «Сотник УПА з орденом Червоної Зірки». Архів оригіналу за 14 червня 2006. Процитовано 12 січня 2007.
8. ↑  «В'язень № 11367». Архів оригіналу за 5 травня 2008. Процитовано 12 січня 2007.
9. ↑  З приблизних 126 тис. ув'язнених, що знаходилися на Біломорканалі на момент закінчення будівництва, 12 484 людини було амністовано, а 59 516 — скорочено термін ув'язнення. Інші пропали безвісти на інших радянських будівництвах  [Архівовано 28 вересня 2007 у Wayback Machine.]
10. ↑  В. Овсієнко — «Біломорканал». Архів оригіналу за 27 вересня 2007. Процитовано 12 січня 2007.
11. ↑  Беломорско-Балтийский канал. Карелия. Архів оригіналу за 30 вересня 2007. Процитовано 5 січня 2007.